# 大士連路站
大士連路站（代號：EW33）是新加坡地鐵東西線上的车站，位于新加坡本岛大士规划区。
此車站鄰近於馬新第二通道，也是新加坡地铁系统上最西端的站。

## 歷史
2012年5月4日，大士南支線破土典禮於大士連路地鐵站預定地舉行，由交通部長吕德耀主持。 在2011年1月11日時，新加坡交通部長林雙吉曾在造訪勿洛地鐵站新式全高式月台門系統時透露，將建設新的東西線延伸段，即大士南支線。新路線預定在2016年完工，每天將使約100,000名乘客受益，另在其附近的大士西路和大士連4路交界處建設一座巴士總站，利用巴士與馬新第二通道連接至馬來西亞或其他地方。
2016年10月26日時，為了一同與東西南北線新設置的信號系統，官方宣布大士連路地鐵站會延後至2017年6月18日開放。

## 傷亡事故
2012年，一名印度籍勞工在大士西路大士南支線工地處，墮落至68米（223英尺）深的鑽井，該地鄰近莱佛士滨海附近。新加坡警方於2012年8月25日下午2時50分收到事故通知，隨後派出新加坡民防部隊（SCDF）救援車到達現場。在場目擊者說整場救援行動花費約24小時，並目擊SCDF指揮官在現場持續進行救援，直到第二天發現工人的屍體才結束。這名印度籍勞工在第二天下午1時40分時，被SCDF官方證明已死亡。新加坡人力部初步調查結果顯示，工人們當時在將鋼筋籠從起重鏈上卸下作業時，將這名30歲的印度籍勞工拖入1.5米（4英尺11英寸）寬的鑽井中。

## 車站樓層

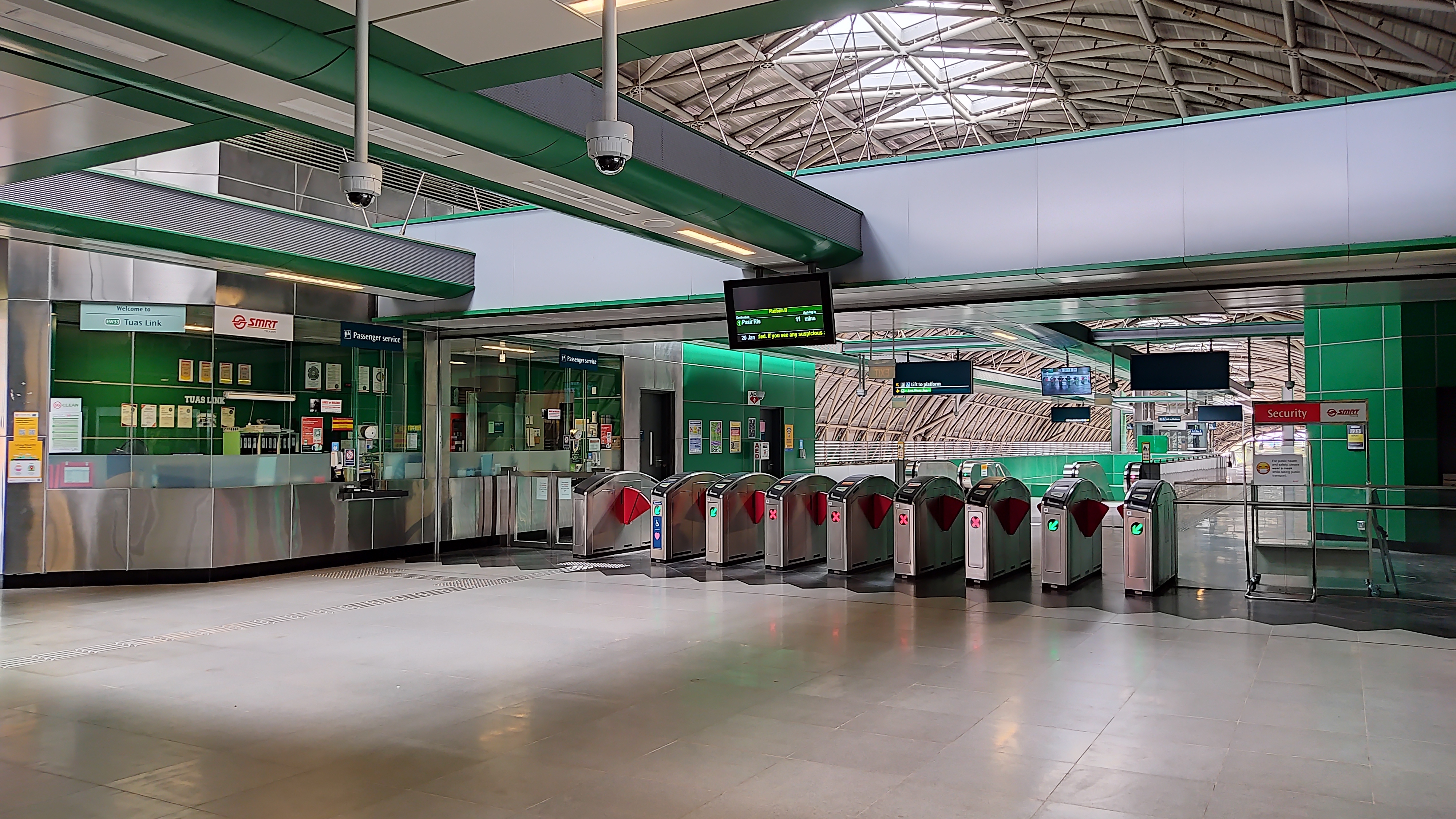
大士连路站大厅

| L3 | 大廳                                   | 檢票口、自動售票機、車站控制室、7-Eleven便利商店 |
| L2 | A站台                                  | 东西线 往巴西立／樟宜機場方向（大士西路站）      |
| L2 | 島式站台，A站台左側開門，B站台右側開門 |                                                  |
| L2 | B站台                                  | 东西线 往巴西立／樟宜機場方向（大士西路站）      |
| L1 | 地面層                                 | 出入口                                           |

- 大士连路站大厅

## 出口
| 出口編號 | 建議前往的目的地 | 照片 |
| -------- | ---------------- | ---- |
| A        |                  |      |
| B        |                  |      |

## 交通連接

### 地鐵
| 終點          | 首班車  | 首班車 | 首班車            |  | 末班車  |
| ------------- | ------- | ------ | ----------------- |  | ------- |
|               | 一 – 六 |        | 星期日及 公定假日 |  | 每日    |
| 東西線        |         |        |                   |  |         |
| 往 EW1 巴西立 | 5.19am  |        | 5.49am            |  | 11.20pm |